# Kilbaha
Kilbaha (Cill Bheathach (l'église des bouleaux)) est un petit village de pêcheurs dans le comté de Clare, en Irlande. Il est situé à l'extrême ouest de la péninsule de Loop Head, sur la route R487.

## Histoire
D'après la Parliamentary Gazetteer of Ireland de 1845, le village comptait 460 habitants en 1831 et 531 en 1841.

## Localisation
Kilbaha est dans la paroisse de Cross (comté de Clare) et dans le diocèse catholique romain de Killaloe.
Les églises paroissiales le plus proches sont l'église « Notre-Dame de Lourdes » à Cross et l'église « Star of the Sea » à Kilbaha (décrite à tort sur le site Web diocésain comme l'église Saint-Jean-Baptiste).
Le village est près de la pointe de la péninsule de Loop Head.
Il est situé près de l'estuaire du Shannon, environ 6 km à l'est de Loop Head, et près de 34 km à l'ouest de Kilrush.
Une petite zone dégagée de l'estuaire à cet endroit est parfois appelée « baie de Kilbaha ».
La route N67 est la voie importante la plus proche, à 25 kilomètres à l'est du village. La ville la plus proche est Kilkee à 21,6 km, au nord-est du village via la route R487.

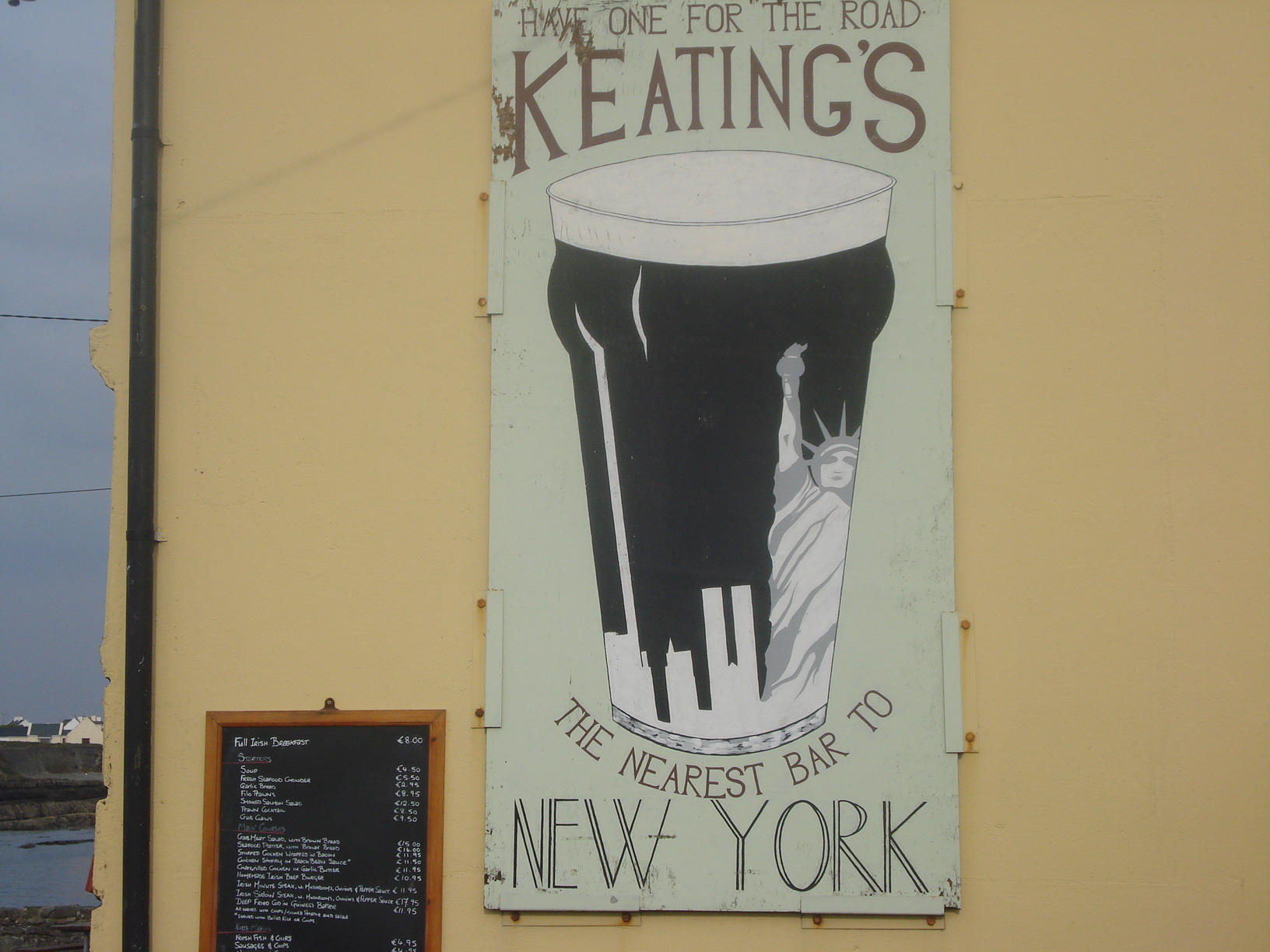
Le Keating's pub.

L'océan Atlantique et le Shannon limitent la zone, au nord et au sud. Le cadre est particulièrement original, dans son environnement marin.
Le pub local, « le Keating », revendique sa position d'établissement le plus proche de New-York City.

## Labels
Kilbaha et son emplacement sur la péninsule de Loop Head, sur la côte ouest du comté de Clare ont remporté le prix « Destinations européennes d'excellence 2010 » pour le tourisme aquatique (European Destinations of Excellence Award 2010 for Aquatic Tourism).[citation nécessaire]